# 이긍종
이긍종(李肯鍾, 1895년 ~ 1951년 1월 24일)은 일제강점기의 언론인이며 대한민국의 정치인이다.

## 생애
경성고등보통학교를 거쳐 1917년 경성전수학교를 졸업하고, 일본에 건너가 2년간 메이지 대학에서 공부한 뒤 미국 컬럼비아 대학교 경제학과를 졸업하였다. 이후, 귀국하여 모교의 교수를 지내고, 대한금융조합연합회이사·대한생명보험회사이사장, 상공일보 사장을 역임하였다. 한편, 1927년 《현대평론》이 창간되자 그 창간호에 이관용(李冠鎔)·안재홍·김준연·이순탁(李順鐸)·백남운(白南雲)·홍명희 등과 함께 참여, 〈조선경제의 숫자적 개관〉이라는 글을 싣기도 하였다. 1950년 무소속으로 충청남도 연기에서 출마하여 제2대 국회의원에 당선되었다.
2008년 민족문제연구소에서 친일인명사전에 수록하기 위해 정리한 민족문제연구소의 친일인명사전 수록예정자 명단 중 언론/출판 부문에 선정되었다.

## 역대 선거 결과
| 실시년도 | 선거   | 대수 | 직책     | 선거구      | 정당   | 득표수  | 득표율          | 순위 | 당락 | 비고 |
| -------- | ------ | ---- | -------- | ----------- | ------ | ------- | --------------- | ---- | ---- | ---- |
| 1950년   | 총선   | 2대  | 국회의원 | 충남 연기군 | 무소속 | 9,202표 | \| \| 26.51% \| | 1위  |      | 초선 |
|          | 26.51% |      |          |             |        |         |                 |      |      |      |

## 참고 자료
- 이긍종 - 대한민국헌정회
- 이긍종(李肯鍾) - 한국학중앙연구원